# Nederlandse kampioenschappen schaatsen afstanden 2023
De Nederlandse kampioenschappen afstanden 2023 (met de officiële naam Daikin NK Afstanden 2023) in het langebaanschaatsen vonden van 3 tot en met 5 februari 2023 plaats op de overdekte schaatsbaan Thialf in Heerenveen, Friesland. Thialf was voor de zestiende opeenvolgende keer en voor de 24e keer in totaal de locatie voor deze kampioenschappen.
Bij deze NK afstanden (mannen/vrouwen) werden de nationale titels op de afstanden 500, 1000, 1500, 3000 (v), 5000, 10.000 (m) meter en op de massastart vergeven. Naast de nationale titels waren er startplekken voor de WK afstanden te verdienen.

## Programma
| vrijdag 3 februari                                                           | zaterdag 4 februari                                                            | zondag 5 februari                                                                                                |
| ---------------------------------------------------------------------------- | ------------------------------------------------------------------------------ | --- |
| vanaf 18:15 uur                                                              | vanaf 14:00 uur                                                                | vanaf 12.45 uur                                                                                                  |
| 5000 meter mannen 1e 500 meter mannen 1500 meter vrouwen 2e 500 meter mannen | 1e 500 meter vrouwen 3000 meter vrouwen 2e 500 meter vrouwen 1500 meter mannen | 10.000 meter mannen 5000 meter vrouwen 1000 meter mannen 1000 meter vrouwen massastart mannen massastart vrouwen |

## Medailles

### Mannen
| Afstand              | Goud               | Zilver          | Brons              |
| -------------------- | ------------------ | --------------- | ------------------ |
| 2x500 m (details)    | Merijn Scheperkamp | Hein Otterspeer | Stefan Westenbroek |
| 1000 m (details)     | Kjeld Nuis         | Hein Otterspeer | Thomas Krol        |
| 1500 m (details)     | Patrick Roest      | Thomas Krol     | Kjeld Nuis         |
| 5000 m (details)     | Patrick Roest      | Marcel Bosker   | Jorrit Bergsma     |
| 10.000 m (details)   | Patrick Roest      | Jorrit Bergsma  | Kars Jansman       |
| Massastart (details) | Jorrit Bergsma     | Harm Visser     | Bart Hoolwerf      |

### Vrouwen
| Afstand              | Goud                      | Zilver                    | Brons              |
| -------------------- | ------------------------- | ------------------------- | ------------------ |
| 2x500 m (details)    | Femke Kok                 | Jutta Leerdam             | Michelle de Jong   |
| 1000 m (details)     | Jutta Leerdam             | Antoinette Rijpma-de Jong | Michelle de Jong   |
| 1500 m (details)     | Antoinette Rijpma-de Jong | Marijke Groenewoud        | Jutta Leerdam      |
| 3000 m (details)     | Antoinette Rijpma-de Jong | Joy Beune                 | Irene Schouten     |
| 5000 m (details)     | Irene Schouten            | Sanne in 't Hof           | Marijke Groenewoud |
| Massastart (details) | Irene Schouten            | Marijke Groenewoud        | Elisa Dul          |